# Simon Stones
Simon Stones (ur. 26 lutego 1969) – australijski judoka.
Uczestnik mistrzostw świata w 1991. Zdobył trzy medale mistrzostw Oceanii w latach 1988 - 1992. Mistrz Australii w 1992 roku.